# Anechannapura, Nagamangala
Anechannapura là một làng thuộc tehsil Nagamangala, huyện Mandya, bang Karnataka, Ấn Độ.